# 保罗·伯德
保罗·伯德（英語：Paul Bird，1954年7月18日—），澳大利亚男子游泳、田径运动员。他曾代表澳大利亚参加1980年和1984年夏季残疾人奥林匹克运动会游泳比赛，获得二枚金牌和一枚银牌。